# Baudres
Baudres település Franciaországban, Indre megyében. Lakosainak száma 400 fő (2022. január 1.). Baudres Bouges-le-Château, Gehée, Langé, Moulins-sur-Céphons, Rouvres-les-Bois és Vicq-sur-Nahon községekkel határos.

## Népesség
A település népességének változása:
| Lakosok száma | 655  | 561  | 507  | 508  | 462  | 450  | 438  | 428  | 419  | 400  |
|               | 1968 | 1982 | 1990 | 2006 | 2013 | 2015 | 2017 | 2019 | 2020 | 2022 |